# Daniel Georg von Lindstedt
Daniel Georg von Lindstedt (* 22. Januar 1705; † 6. Juli 1764 in Stendal) war ein königlich-preußischer Generalmajor und Chef des Infanterie-Regiments Nr. 27.

## Leben
Seine Familie war ein altes Adelsgeschlecht aus der Altmark. Sein Vater war Joachim Andreas von Lindstedt, Erbherr auf Gut Lindstedt.
1724 war Daniel Georg von Lindstedt ein Reitpage von König Friedrich Wilhelm I. 1740 wurde er Grenadierkapitän im Füsilier-Regiment Dossow, dort wurde er am 18. Juli 1745 Major. Am 13. Juni 1753 wurde er Oberstleutnant, 1757 Oberst und am 11. Dezember 1758 Generalmajor. 1759 übernahm er das Infanterie-Regiment Nr. 27.
Im gleichen Jahr kommandierte er ein Grenadierbataillon, das aus den Regimentern Nr. 31 (Lestwitz) und Nr. 40 (von Kreytzen) gebildet wurde. In der Schlacht bei Prag und Kolin wurde er verwundet. In der Schlacht bei Kunersdorf führte er die Grenadierbataillone im ersten Treffen beim Hauptangriff an. Er konnte mit ihnen die vorderen Verschanzungen erobern, aber die Regimenter hatten schwere Verluste. Im März 1759 kam er zum Korps des General Hülsen. Er kämpfte gegen den österreichischen General Campitelli, der bis nach Hof zurückweichen musste. Im November ging er mit dem Korps Fink beim Gefecht bei Maxen in Gefangenschaft. Er blieb bis zum Frieden 1763 in österreichischer Gefangenschaft. Wie die anderen Generäle von Maxen wurde er vor ein Kriegsgericht gestellt und verurteilt.

## Familie
Er war mit einer von Pieverling († Februar 1777) verheiratet. Trotz der Verurteilung ihres Mannes bekam sie Gnadengehalt auf Lebenszeit.